# Scenarist
Scenaríst je pisatelj, ki se ukvarja s pisanjem scenarijev, bodisi za gledališke igre, bodisi televizijske, radijske oddaje ali filme. Scenarij je lahko scenaristovo izvirno delo, ali pa le priredba knjižne predloge. Scenarij je lahko napisan tudi v obliki biografije (biografski film), kar pomeni, da scenarist napiše igro povzeto ali navdihnjeno po resničnih dogodkih ali delno povzeto po resničnih dogodkih o neki resnični zgodovinski osebi - oziroma dogodku. Če zgodba govori o zgodovinski osebi ni nujno, da ta oseba še živi.

## Scenarist kot poklic
Scenarist je največkrat tako imenovani ''svobodni'' (angleško freelance) poklic . Poklic scenarista ne zahteva formalne izobrazbe, treba pa je imeti veliko koncentracijo, biti dober pripovedovalec z inovativnimi idejami in veliko domišljije. Scenaristi niso nikoli redno zaposleni, razen v primerih televizijske ali radijske produkcije, kjer so lahko zaposleni z rednim delovnim časom in pišejo za televizijske ali radijske oddaje, navadno so pogodbeno zaposleni. Večina, če ne vsi scenaristi svojo kariero pričnejo graditi s pisanjem t. i. špekulacijskih scenarijev (angleško spec-ulation script), kar pomeni, da za končan scenarij ne bodo nujno prejeli plačila ali kakršne koli nagrade.  Velikokrat se tudi zgodi, da scenaristu dela ne uspe prodati, če pa mu že uspe, ni nujno, da je film posnet po njegovi predlogi, zgodbi oziroma scenariju.
Scenaristi v ZDA so leta 2007/08 uresničili tudi stavko, ki je prizadela izgubo okoli 37.700 delovnih mest in škodo v vrednosti okoli 2,5 milijarde dolarjev.

### Zastopstvo literarnih agencij
Glavna stvar, ki loči profesionalnega scenarista od amaterskega je, da profesionalne scenariste navadno zastopajo literarne agencije, amaterski pa so manj izkušeni in jih nihče ne zastopa, zato težje prodajo svoja dela. Amaterski scenaristi, gledano v praksi, potrebujejo več let, da prodrejo v zabavno industrijo in da uspejo.

### Poklicne bojazni
Ena izmed večjih bojazni tega poklica je, da v primeru odkupa avtorskih pravic scenarija lahko kupec (kot studio ali produkcijsko podjetje) najame novega avtorja scenarista, ki bi lahko prevzel naziv prvotnega avtorja, ki je v prvi vrsti napisal scenarij. Zato se v takšnih primerih podpišejo avtorske pogodbe, ki med drugim vsebujejo člene o nazivih in scenarističnih popravkih. Edini način, da se avtor lahko zavaruje je, da s partnerjem sklene avtorsko pogodbo in se zaščiti pred nepotrebnimi tožbami in pravnimi zapleti s strani sebe ali nevede celo kupca. V ameriški filmski in televizijski industriji obstajajo s strani ceha scenaristov (WGA) posebna pravila, kako se plačuje in ravna s scenaristi. S posebnimi določili so scenaristi, kot delovna sila bolje zavarovani.    

### Prodaja izvirnih del
Scenarist lahko poleg scenarija proda tudi zgodbo, ideje, predloge. Na tako imenovanih ”festivalih scenaristov in pisateljev″, konvencijah in drugih dogodkih, kjer se zbirajo literati, si delijo izkušnje in mnenja - se lahko tudi zgodi, da komu uspe prodati svoje delo. Ti veliki dogodki privabijo producente in literarne agente, ki iščejo nove talente in dela, v katerih bi lahko bili zainteresirani.
Ker je filmski trg tako zelo subjektiven in hitro spreminjajoč, se dogajajo izjeme, ki čez čas postanejo navada. Zgodba in scenarij se načeloma prodajata v paketu, vendar se je nemalokrat že zgodilo, da se je zgodba prodala, scenarij pa ne.

### Vloga scenarista v Sloveniji
V Sloveniji letno nastane okoli petnajst celovečernih filmov. Slovenski scenaristi brez redne zaposlitve se samo s pisanjem scenarijev ne morejo preživljati. Redko jim uspe prodati scenarij, velikokrat se zgodi, da so odgovorni za nastanek novega filma, torej igrajo še vlogo režiserja, producenta ali obojega. V takšnih primerih je tudi večja možnost, da za svoje delo prejmejo plačilo, ker na honorarje ali odkupe pravic za zgodbo ali scenarij ne morejo vedno računati.